# Tobrilus kirjanovae
Tobrilus kirjanovae is een rondwormensoort uit de familie van de Tobrilidae. De wetenschappelijke naam van de soort is voor het eerst geldig gepubliceerd in 1957 door Karimova.